# Rhombopsammia niphada
Rhombopsammia niphada is een rifkoralensoort uit de familie van de Micrabaciidae. De wetenschappelijke naam van de soort is voor het eerst geldig gepubliceerd in 1986 door Owens.